# Epitrix subcrinita
Epitrix subcrinita är en skalbaggsart som först beskrevs av J. L. Leconte 1857.  Epitrix subcrinita ingår i släktet Epitrix och familjen bladbaggar. Inga underarter finns listade i Catalogue of Life.